# 윤관 초상
윤관 초상(尹瓘 肖像)은 충청북도 청주시 상당구에 있는, 고려 때 명장인 문숙공 윤관(1040∼1111)의 초상화이다. 1987년 3월 31일 충청북도의 유형문화재 제160호로 지정되었다.

## 개요
고려 때 명장인 문숙공 윤관(1040∼1111)의 초상화로, 문·무복 차림을 한 2폭의 전신상이다. 윤관은 고려 문종 때 과거에 합격하여 별무반이라는 특수군대를 창설하고, 탈환한 곳에 9성을 세우는 등 고려가 여진을 정벌하는 일에 큰공을 세운 인물이다.
문인복 차림은 의자에 앉아 두 손을 앞으로 모아 잡고 있는 좌상이고, 무관의 전투복을 차려입은 모습은 활을 들고 서 있는 전신상이다. 파평 윤씨 집안에 전해오는 바에 의하면 윤관의 초상화는 원래 함경북도 만뢰사에 보존되어 왔으며, 이 상은 만뢰사의 것을 옮겨 그린 것이라 하나 확실하지는 않다.
윤관이라는 인물을 다분히 신격화시켰다는 느낌이 들며 특히 갑옷을 입고 있는 상은 불화에서 보는 천왕상과 비슷하여 마치 민간신앙의 대상이 된 듯하다.

## 갤러리

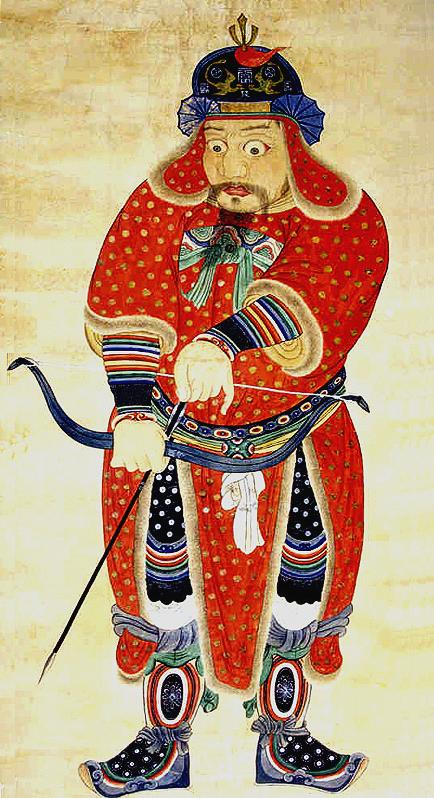

## 같이 보기
- 윤관

## 참고 자료
- 윤관 초상 - 국가유산청 국가유산포털